# 不可能的图形
不可能的图形是指在现实世界中不可能存在的物体，它们只可能存在于二维空间之中，利用人类视觉系统瞬间意识来对一个二维图形向三维投射。形成的光学错觉。

## 著名图形
- 不可能三角
- 無限循環樓梯
- 恶魔的音叉
- 不可能方塊

### 不可能三角
不可能三角又称潘洛斯三角，是由奥斯卡·雷乌特斯瓦德1934年创建的不可能图形。

### 难以捉摸的拱
难以捉摸的拱是由塞尔维亚贝尔格莱德大学的德杨·托多罗维奇先生提出的一种不可能图形。

### 无限循环楼梯
无限循环楼梯又称为潘洛斯阶梯，是由英国科学家彭罗斯父子（莱昂内尔·潘洛斯與罗杰·潘洛斯）二人创作的不可能图形，是潘洛斯三角形的一个变式。

### 恶魔的音叉
恶魔的音叉是一个一端有3个圆柱的底，另一端却只剩两个矩形的拐角的不可能图形。

### 不可能樓梯
愛薛爾创作的不可能图形，无论怎么走都到不了楼梯的顶点。

### 不可能方塊
不可能方塊是由M. C.埃舍爾在版畫望楼中創作的一個不可能的物體。